# Hôtel de Villette
L’hôtel de Villette, est un hôtel particulier situé à Paris en France.

## Localisation
Il est situé aux 27, quai Voltaire et 1, rue de Beaune, à l'angle des deux rues, dans le 7e arrondissement de Paris. 
Le quartier est desservi par la ligne 12 à la station Rue du Bac et par la ligne C du RER à la gare du Musée d'Orsay.

## Histoire

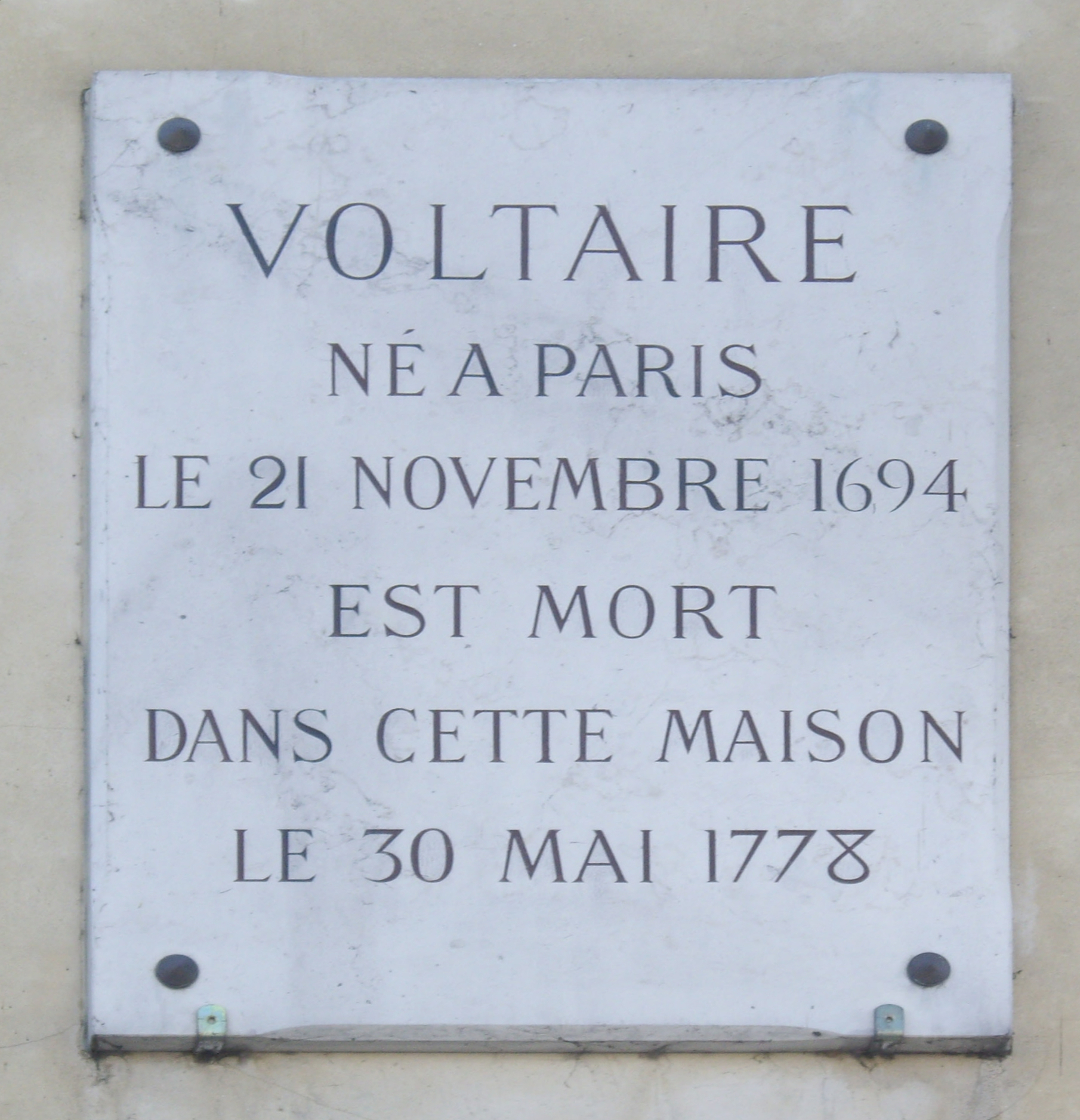
Plaque commémorative en façade.

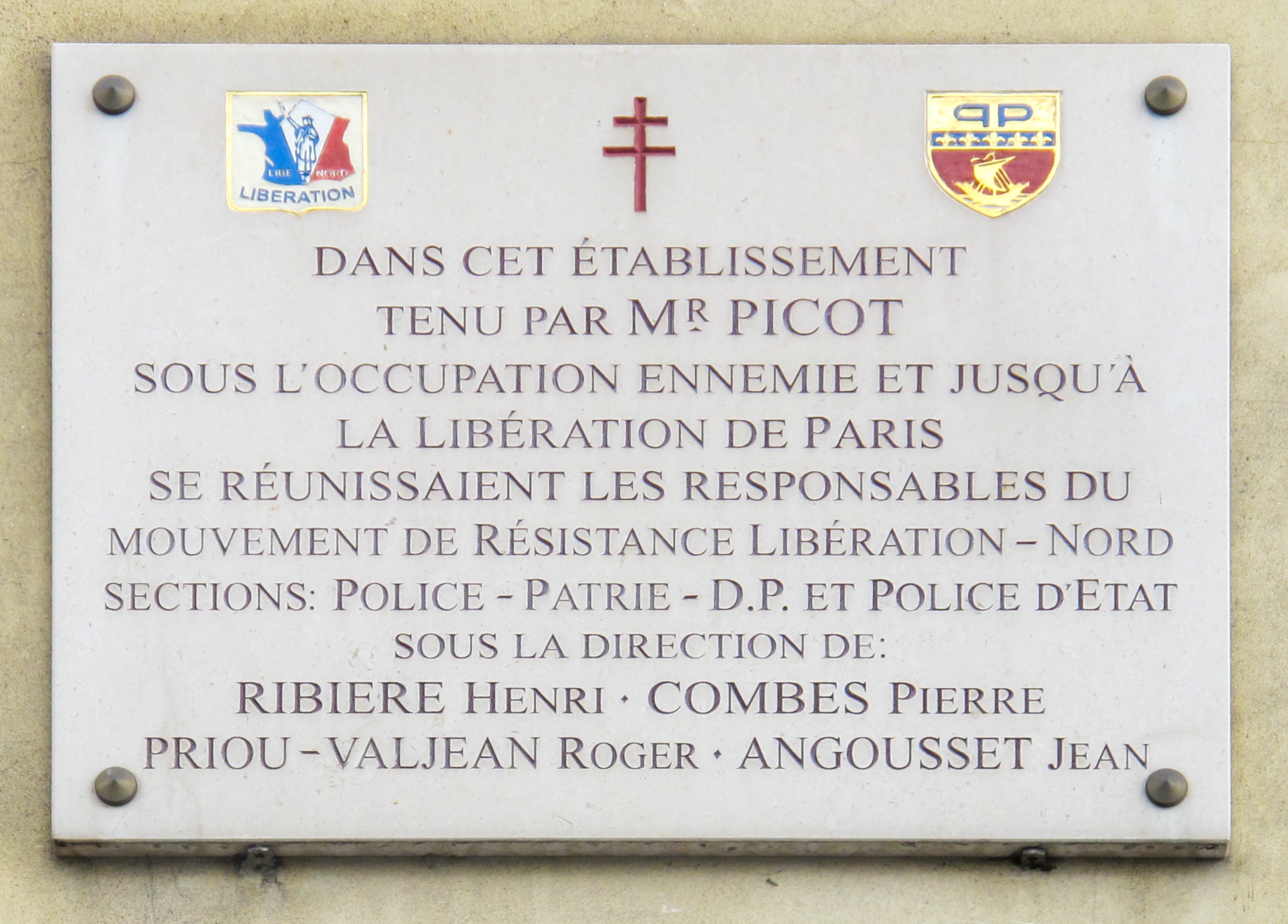

L'hôtel de Villette est construit au XVIIe siècle. 
Le financier Jacques de Vassan l'achète à Étienne Bryois et le revend le 28 avril 1636 au promoteur immobilier Le Barbier. 
De 1766 à 1769 alors propriété du marquis de Villette, le bâtiment est transformé et richement décoré par l'architecte Charles De Wailly. 
Ce bâtiment fait l’objet de multiples inscriptions au titre des monuments historiques : le 11 juin 1926 pour son boudoir, le 3 novembre 1958 pour le mur sur rue et les vantaux de porte et 21 mars 1983 pour les décors des salons et du boudoir.
Sur la façade, une plaque rappelle également que l'hôtel est un lieu de rencontre de résistants de Libération-Nord (dont Henri Ribière) pendant la Seconde Guerre mondiale, alors que Paris est occupée.
Un panneau Histoire de Paris, à gauche du bâtiment, rappelle son histoire.

## Description

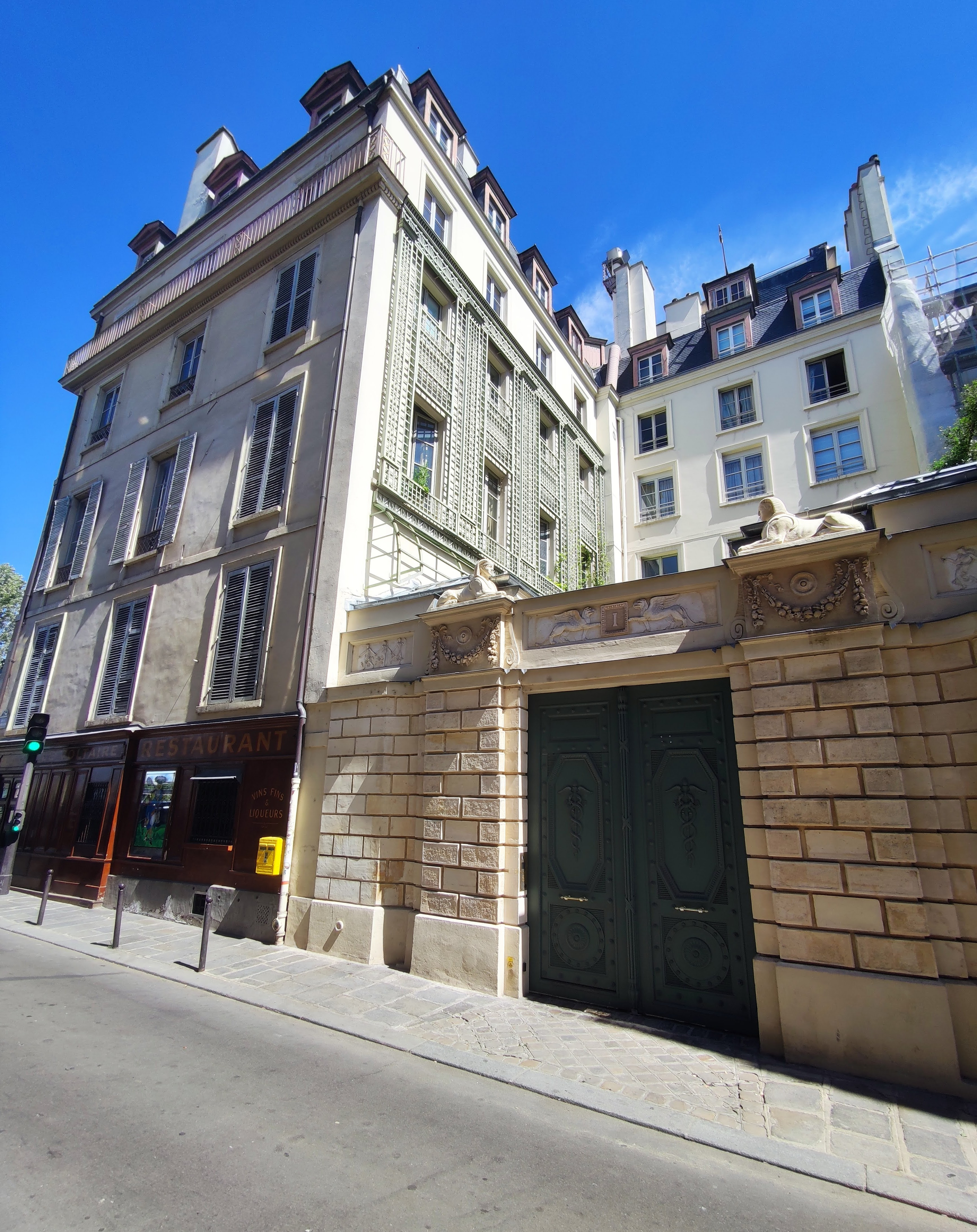
L'hôtel de Villette côté rue de Beaune.

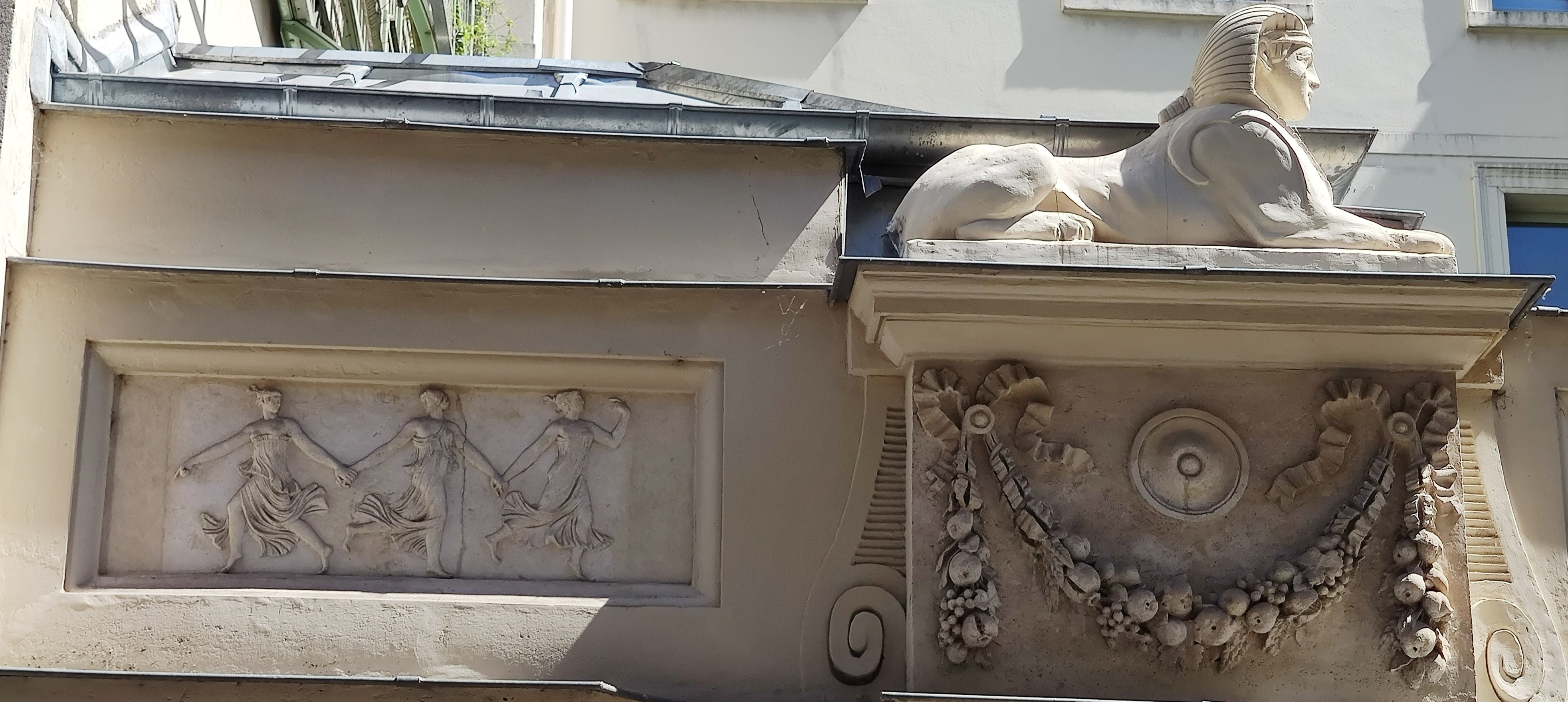
Détail du portail.

Au XVIIIe siècle, l’hôtel est formé de deux bâtiments, le bâtiment principal face à la Seine et l’autre en retrait sur la cour. Il compte deux portes cochères, l’une sur le quai et l’autre sur la rue de Beaune. Le rez-de-chaussée est occupé par les cuisines et les remises. Les écuries sont au sous-sol. Au premier étage, trois pièces donnent sur le fleuve : un grand salon, un cabinet - dont le plafond est décoré par les signes du zodiaque - et une chambre à coucher, sur laquelle ouvrent deux boudoirs. Au deuxième étage se trouvent les pièces d’habitation. Au troisième et dernier étage sont la bibliothèque et la galerie de tableaux.
Au XIXe siècle, l’hôtel subit diverses transformations, est agrandi et surélevé. Il perd son escalier de pierre orné d’une rampe en fer forgé et la porte cochère qui donnait sur le quai. Mais il conserve la porte cochère de la rue de Beaune avec son décor néo-classique de bossages, de sphinx, de griffons et de guirlandes du début du XIXe siècle.

## Résidents célèbres
- Le philosophe Voltaire, qui y a déjà séjourné en 1724, y demeure en 1778 de février à sa mort le 30 mai. Il meurt dans une chambre du deuxième étage sur cour (en juillet 1791, son cortège funèbre, en direction du Panthéon fait une halte devant l'hôtel)[5]. Une plaque commémorative lui rend hommage.

- L'inspecteur général des carrières Octave Keller y habite pendant son mandat, à la fin du XIXe siècle[6].

- L’homme politique Ferdinand Duval, ancien préfet de la Seine, y meurt en 1896[7].

- Louis Süe (1875-1968), architecte décorateur et peintre, ouvre avec son associé Paul Huillard à cette adresse une agence en 1912[8].

- L'avocat Jacques Vergès meurt dans la même chambre que Voltaire le 15 août 2013, chez son amie la marquise Marie-Christine de Solages[9].